# Championnat d'Europe masculin de rink hockey 1928
Navigation
Championnat d'Europe masculin 1927 Championnat d'Europe masculin 1929
Le Championnat d'Europe de rink hockey masculin 1928 est la 3e édition de la compétition organisée par le Comité européen de rink hockey et réunissant les meilleures nations européennes. Cette édition a lieu à Herne Bay, en Angleterre.
L'équipe d'Angleterre remporte pour la troisième fois consécutive le titre européen de rink hockey.

## Participants
Six équipes prennent part à cette compétition.
- Allemagne
- Angleterre
- Belgique
- France
- Italie
- Suisse

## Résultats
| Rang | Équipe     | Pts | J | G | N | P | Bp | Bc | Diff |  | Résultats  |  |     |     |     |     |     |
| ---- | ---------- | --- | - | - | - | - | -- | -- | ---- |  | ---------- |  | --- | --- | --- | --- | --- |
| 1    | Angleterre | 10  | 5 | 5 | 0 | 0 | 34 | 7  | +27  |  | Angleterre |  | 5-3 | 8-1 | 7-1 | 9-1 | 5-1 |
| 2    | France     | 8   | 5 | 4 | 0 | 1 | 20 | 11 | +9   |  | France     |  |     | 5-0 | 5-1 | 4-3 | 3-2 |
| 3    | Allemagne  | 5   | 5 | 2 | 1 | 2 | 9  | 18 | -9   |  | Allemagne  |  |     |     | 2-2 | 2-0 | 4-3 |
| 4    | Suisse     | 4   | 5 | 1 | 2 | 2 | 7  | 16 | -9   |  | Suisse     |  |     |     |     | 2-1 | 1-1 |
| 5    | Belgique   | 2   | 5 | 1 | 0 | 4 | 8  | 18 | -10  |  | Belgique   |  |     |     |     |     | 3-1 |
| 6    | Italie     | 1   | 5 | 0 | 1 | 4 | 8  | 16 | -8   |  | Italie     |  |     |     |     |     |     |